# Matthew Golden
Matthew Golden (* 1. August 2003 in Houston, Texas) ist ein US-amerikanischer American-Football-Spieler auf der Position des Wide Receivers. Er spielte College Football für die Texas Longhorns der University of Texas at Austin. Er wurde im NFL-Draft 2025 von den Green Bay Packers ausgewählt.

## Frühe Jahre und College
Golden wurde in der texanischen Großstadt Houston geboren und wuchs dort auch auf. Er besuchte die Klein Cain High School in den nördlichen Ausläufen der Stadt, an der er in der Football- und Leichtathletikmannschaft aktiv war. So kam er unter anderem beim 100-Meter-Lauf auf eine Zeit von 10,93 Sekunden. In der Footballmannschaft war er sowohl als Wide Receiver als auch als Kick Returner aktiv. Bereits in seinem Sophomore-Jahr an der Highschool zählte er zu den wichtigen Stützen seines Teams und konnte 13 Touchdowns verzeichnen. Insgesamt gelangen ihm in drei Jahren 3242 Yards und 32 Touchdowns. Aufgrund seiner guten Leistungen wurde er unter anderem ins All-State-Team sowie zum All-District Offensive MVP gewählt. Nach seinem Highschoolabschluss erhielt er einige Stipendienangebote namhafter Universitäten, um dort College Football zu spielen.
Nachdem er zunächst ein Angebot der Texas Christian University angenommen hatte, entschied sich Golden in der Folge noch einmal um und nahm ein Angebot der University of Houston an. Bei den Houston Cougars wurde er auch als Wide Receiver eingesetzt und wurde auf Anhieb Stammspieler. In insgesamt zwei Jahren an der Schule kam er auf 20 Einsätze, bei denen er 13 Touchdowns verzeichnen konnte. 2022 konnte er mit seiner Mannschaft den Independence Bowl gewinnen, 2023 wurde er ins Second-Team All-Big 12 gewählt. Nach zwei Jahren entschied er sich jedoch, die Schule zu wechseln, und spielte fortan für die Texas Longhorns der University of Texas.
Auch bei den Longhorns entwickelte er sich direkt zum Stammspieler, in insgesamt 16 Einsätzen konnte er den Ball für 987 Yards und neun Touchdowns fangen. Auch mit seiner Mannschaft war er erfolgreich, so konnten sie die College Football Playoffs erreichen. Nach Siegen in den ersten zwei Runden unterlag die Mannschaft jedoch den Ohio State Buckeyes im Halbfinale. Nach Ende der Saison entschied sich Golden, auf sein letztes Collegejahr zu verzichten und am NFL-Draft 2025 teilzunehmen.